# Чепанов, Михаил Петрович
Михаил Петрович Чепанов (1920, Араповка, Симбирская губерния — 12 мая 1950, Майна, Ульяновская область) — младший лейтенант Советской Армии, участник Великой Отечественной войны, Герой Советского Союза (1945).

## Биография
Михаил Чепанов родился в 1920 году в селе Араповка (ныне — Вешкаймский район Ульяновской области). Русский. После окончания шести классов школы работал в леспромхозе.

### В РККА
В 1939 году Чепанов был призван на службу в Рабоче-крестьянскую Красную Армию. С мая 1942 года — на фронтах Великой Отечественной войны.
Приказом № 179 от 23 октября 1943 года старшина батареи отдельного дивизиона 120-мм миномётов 145-й бригады старшина Чепанов награждён медалью «За отвагу».
В 1944 году он окончил курсы младших лейтенантов.
К апрелю 1945 года гвардии младший лейтенант Михаил Чепанов командовал 2-м стрелковым взводом 5-й стрелковой роты 271-го гвардейского стрелкового полка 88-й гвардейской стрелковой дивизии 8-й гвардейской армии 1-го Белорусского фронта. Отличился во время боёв в Германии. 17 апреля 1945 года взвод Чепанова участвовал в боях за высоту в районе населённого пункта Подельциг. Во главе группы бойцов Чепанов проник в расположение немецких войск и нанёс противнику большие потери, сам был три раза ранен, но остался в строю и лично водрузил красный флаг на высоте, уничтожив при этом после третьего ранения огнём из своего автомата 8 немецких солдат.
Указом Президиума Верховного Совета СССР от 31 мая 1945 года гвардии младший лейтенант Михаил Чепанов был удостоен высокого звания Героя Советского Союза с вручением ордена Ленина и медали «Золотая Звезда».

### После войны
В 1946 году Чепанов был уволен в запас. Проживал и работал в посёлке Майна Ульяновской области. Скоропостижно скончался 12 мая 1950 года. Похоронен в посёлке Майна.
Был также награждён рядом медалей.